# Heilige Doorn
Met de Heilige Doorn wordt een relikwie bedoeld die beschouwd wordt als een fragment van de doornenkroon van Jezus.
De meeste van deze relikwieën werden in de 11e en 12e eeuw door kruisvaarders uit het Midden-Oosten meegebracht.
Verschillende parochiekerken beschikken over een dergelijke relikwie, waaromheen zich dan vaak een devotie heeft ontwikkeld. Aan een dergelijke relikwie worden ook wonderbaarlijke eigenschappen toegeschreven, zoals genezing van hoofdpijn bij aanraking ervan.
In onder meer de volgende plaatsen is een dergelijke relikwie aanwezig:
- Amsterdam, van 1935 tot 2025 in de Sint-Agneskerk; in 2025 is deze overgebracht naar de Co-kathedrale basiliek van de Heilige Nicolaas;[1]
- Harelbeke, Sint-Salvatorkerk;
- Mol, Sint-Pieter en Pauwelkerk;
- Wevelgem, Sint-Hilariuskerk;
- Gent, Sint-Michielskerk.

## Externe bronnen
- Heilige Doorn Harelbeke;
- Heilige Doorn Wevelgem.